# Chincholi
Chincholi är en ort i Indien.   Den ligger i distriktet Gulbarga och delstaten Karnataka, i den centrala delen av landet, 1 200 km söder om huvudstaden New Delhi. Chincholi ligger 462 meter över havet och antalet invånare är 20 447.
Terrängen runt Chincholi är platt åt sydväst, men åt nordost är den kuperad. Runt Chincholi är det ganska tätbefolkat, med 172 invånare per kvadratkilometer. Det finns inga andra samhällen i närheten. Trakten runt Chincholi består till största delen av jordbruksmark.